# セソストリス

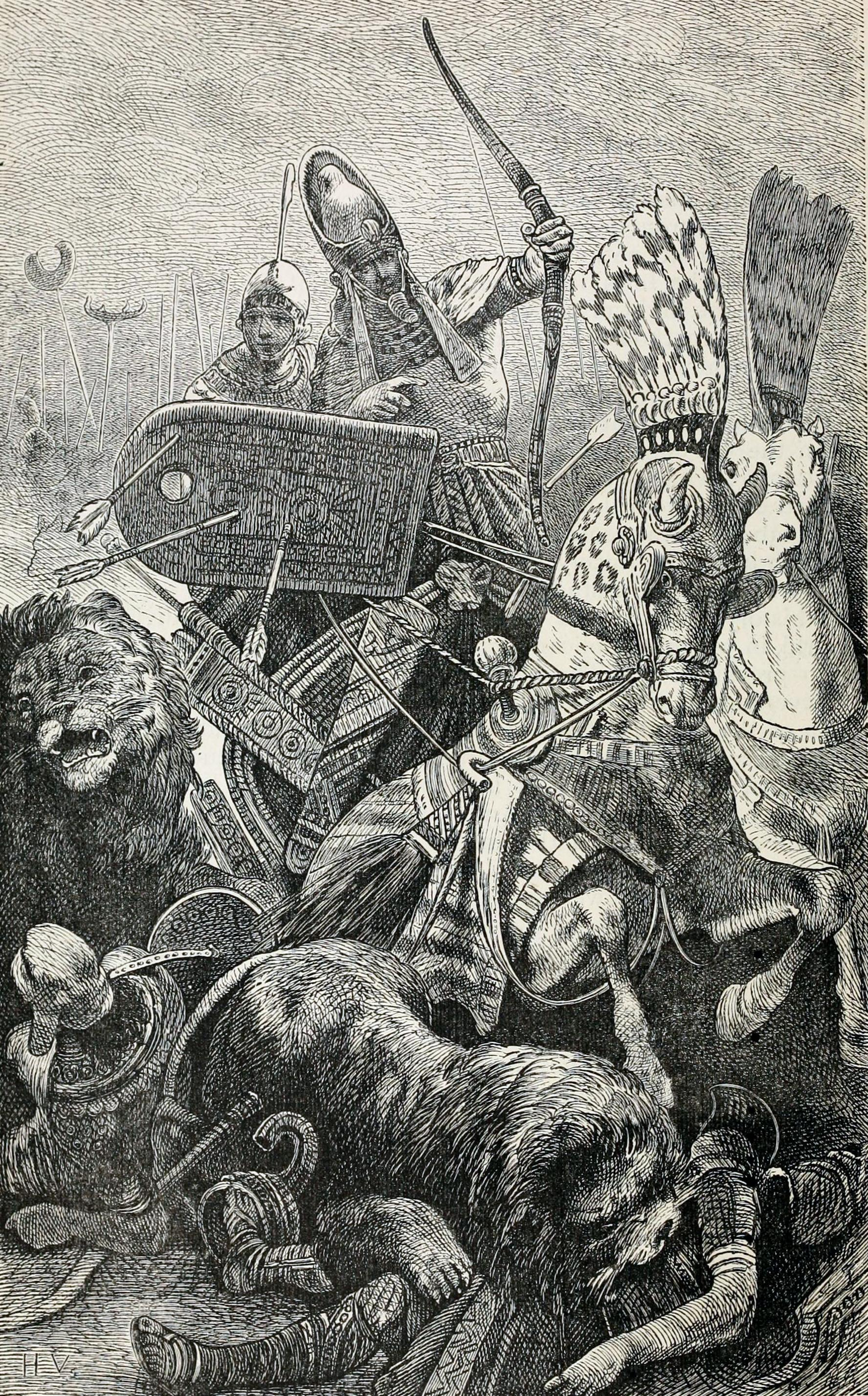
19世紀のエングレービング「偉大なるセソストリス」。カデシュの戦いにおけるラムセス2世を描いたものとされる。

セソストリス (ギリシャ語: Σέσωστρις) は、ヘロドトスの『歴史』に記録されている、ヨーロッパに侵攻したとされる古代エジプトのファラオ。

## 古代ギリシア・ローマの記述
ヘロドトスの『歴史』によると、セソストリスは陸路でアナトリア半島に入って西進し、海峡を渡ってヨーロッパに侵攻し、スキタイ人やトラキア人を破ったという。そして帰還する際に、コルキス（現ジョージア付近）のリオニ川に植民者を残していったとしている。またセソストリスは敵国を征服する際に敵軍の抵抗が弱かった場合、彼らを「女のような戦いぶりだった」と侮辱するために、その敵国の首都に女陰を象ったものを載せた柱を立てさせたという。ヘロドトス自身は、こうした話の大部分はエジプトの聖職者から聞いたものであるといって読者に注意を促しているが、同時にコルキス人がエジプト人入植者であると「一般に知られている」ことも付記している。またセソストリスはペーローンの父であり、トロイア戦争の話に登場するプロテウスの祖父であるとしている。
シケリアのディオドロス (彼はこの王をSesopsisと呼んでいる)やストラボンによれば、セソストリスはスキュティアやエチオピアまでも含む全世界を征服し、エジプトをノメス(nomes)という行政単位で分割し、法を定め、エジプトにカースト制度とセラピス信仰を導入したという。大プリニウスは、セソストリスがコルキス王サウラケスに敗れたという話を伝えている。

## 近代以降の研究
セソストリスの伝説は、第12王朝のセンウセレト3世をベースとして、セティ1世や第19王朝のラムセス2世などの要素が盛り込まれたものであるとされる。プトレマイオス朝期の歴史家マネトが、センウセレト3世の記録と思われる部分でギリシア語で「セソストリス」の名をあげているため、セソストリスとはセンウセレトの転訛であると考えられている。
ブリタニカ百科事典の1911年版では、「知られている限り、ユーフラテス川を越え、もしくは小アジアに入り、ましてやヨーロッパ大陸に到達したエジプト王はいない。」と書かれている。 ヘロドトスが見たというイオニアのセソストリスを象った石碑とは、おそらくカラベル峠にあるルウィ人のカラベル・レリーフのことであるが、ここに刻まれていた人物像は現在アルザワの王タルコンデモスであると考えられている。センウセレト3世はレバントを北上してシェケムまで征服し、ヌビアにも勢力を拡大した。ヘロドトスのセソストリス像は、こうしたセンウセレト3世の業績を極端に拡大してつくられたものである可能性がある。